# Chartreuse Saint-Jacques de Capri
 (mars 2025).
Si vous disposez d'ouvrages ou d'articles de référence ou si vous connaissez des sites web de qualité traitant du thème abordé ici, merci de compléter l'article en donnant les références utiles à sa vérifiabilité et en les liant à la section « Notes et références ».
Pour les articles homonymes, voir Saint-Jacques.
L’ancienne chartreuse Saint-Jacques était un monastère de moines chartreux sis sur l’île de Capri, dans la baie de Naples en Italie. Édifié à la fin du XIVe siècle, le monastère fut fermé et ses biens vendus, en 1808. Une partie des bâtiments abrite aujourd’hui un musée consacré au peintre allemand Karl Wilhelm Diefenbach, qui passa une grande partie de sa vie et mourut en 1913 à Capri.

## Histoire

### Chartreuse historique
Le monastère est fondé en 1371 à l’initiative de Giacomo Arcucci (qui, lui-même, y devient moine en 1386), dans un domaine donné par la reine, Jeanne Ire de Naples. Le monastère subit de profonds changements au cours des siècles tout en gardant les structures coutumières de partition fonctionnelle entre bâtiments voués à la vie de la communauté, un espace cloîtré strict et un autre pour les services.
Dès l’origine le monastère jouit de privilèges concédés par la reine Jeanne, que les chartreux préservent malgré les vicissitudes qui marquent le royaume de Naples du XIVe au XVIe siècle. Il survit également aux incursions fréquentes de pirates, avec pillages et destructions, qui affligent la côte amalfitaine et l’île de Capri en particulier lors de la première moitié du XVIe siècle. Il est alors reconstruit (1553) et augmenté d’un nouveau cloître. Une tour de garde est ajoutée (qui s’effondrera au XVIIe siècle).

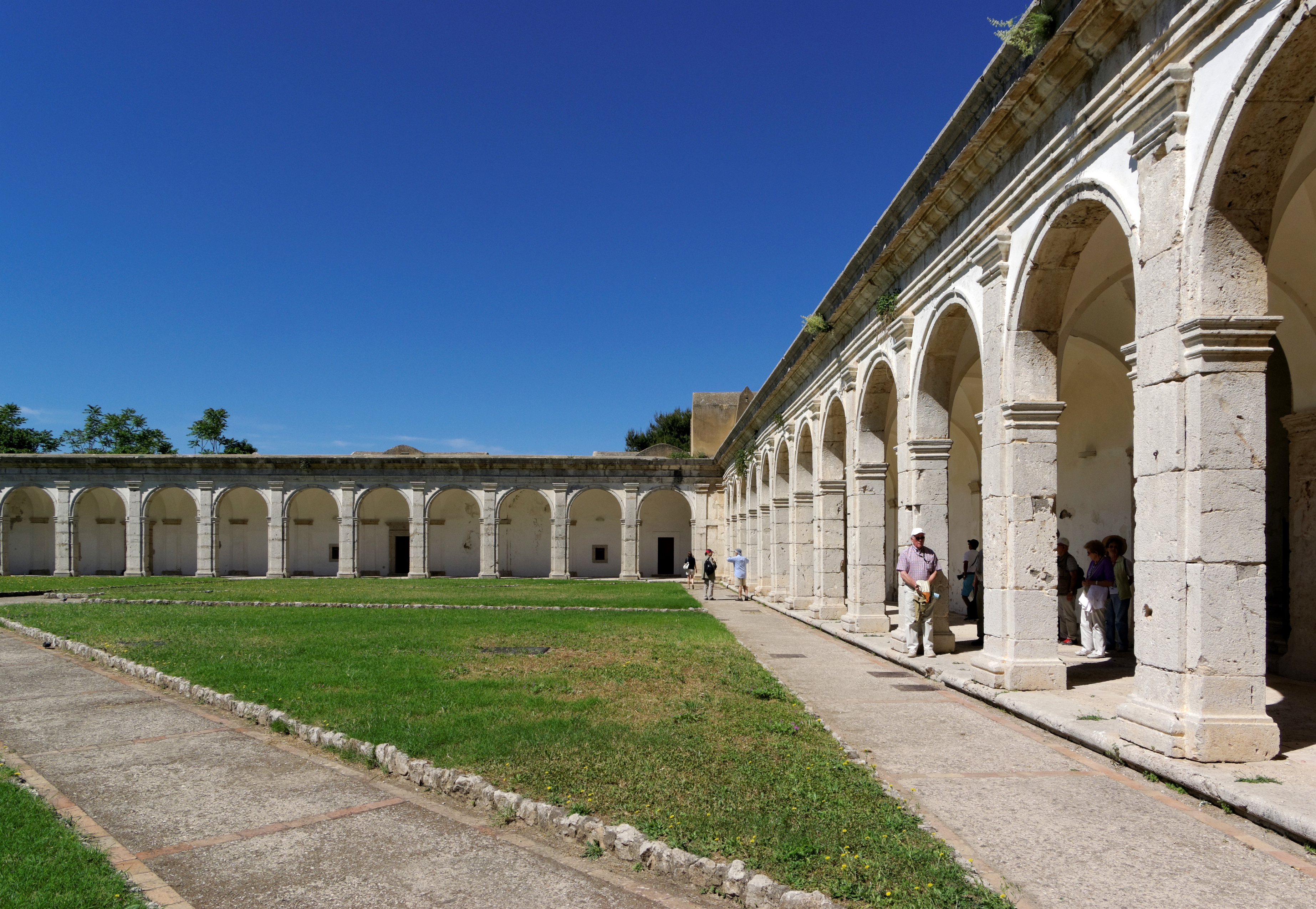
Grand cloître de la chartreuse Saint-Jacques

### Bâtiments auXIXesiècle
En 1808, l’île de Capri est prise aux anglais par Joachim Murat, roi de Naples. Les biens des moines sont confisqués. Le monastère est fermé et ses bâtiments utilisés comme caserne en 1815, puis comme hospice et enfin, de 1868 à 1898, comme centre de redressement pour militaires et anarchistes. Dans la première moitié du XXe siècle, les lieux reprennent une destination religieuse avec l’installation des chanoines du Latran en 1936 qui y ouvrent un collège. Ils se retirent au cours de la Seconde Guerre mondiale.
Après plusieurs décennies d’abandon et de dégradation, un musée y est installé en 1974, consacré au peintre allemand Karl Wilhelm Diefenbach qui mourut sur l'île en 1913. Les lieux sont également occupés par une école, et sont utilisés comme cadre pour l’organisation d’événements sociaux. Au début des années 2000 commence finalement une restauration de grande envergure.

## Patrimoine
- La chartreuse comprend trois quartiers distincts : la pharmacie et partie féminine de l'église, l’espace monastique, et l’espace des hôtes. Le grand cloître date de la Renaissance (XVIe siècle). Le petit cloître contient des colonnes de marbre d’époque romaine.
- Parmi les rares œuvres d’art conservées se trouve une fresque du peintre florentin Niccolò di Tommaso (XIVe siècle).